# Panipat (Distrikt)
Der Distrikt Panipat (Hindi पानीपत जिला, Panjabi ਪਾਣੀਪੱਤ ਜ਼ਿਲਾ) ist ein Distrikt im indischen Bundesstaat Haryana. Er gehört zur National Capital Region. Verwaltungssitz ist die gleichnamige Stadt Panipat.

## Geographie
Die Distrikthauptstadt Panipat liegt etwa 90 Kilometer nördlich der Bundeshauptstadt Delhi. Die Ostgrenze des Distrikts wird vom Fluss Yamuna gebildet, der gleichzeitig die Grenze zum Nachbarbundesstaat Uttar Pradesh markiert. Die benachbarten Distrikte sind Karnal im Norden, Jind im Westen, Sonipat im Süden, sowie Muzaffarnagar und Baghpat im Osten (letztere beide in Uttar Pradesh). Geologisch ist der Distrikt Teil der ausgedehnten Schwemmebene des Ganges-Yamuna-Flusssystems. Die durchschnittliche Höhe über dem Meeresspiegel liegt bei 219 Metern. Physiogegraphisch können im Wesentlichen zwei Landschaftsmerkmale unterschieden werden: eine ausgedehnte Hochebene und das Yamuna-Überschwemmungsgebiet. Letztes nimmt an Ausdehnung von Norden nach Süden hin zu.

## Klima
Das Ortsklima entspricht einem subtropischen semiariden Klima. Der durchschnittliche Jahresniederschlag liegt bei 680 mm und verteilt sich auf 31 Regentage. Etwa 77 Prozent des Niederschlags werden während der Zeit des Südwestmonsuns registriert.

## Geschichte

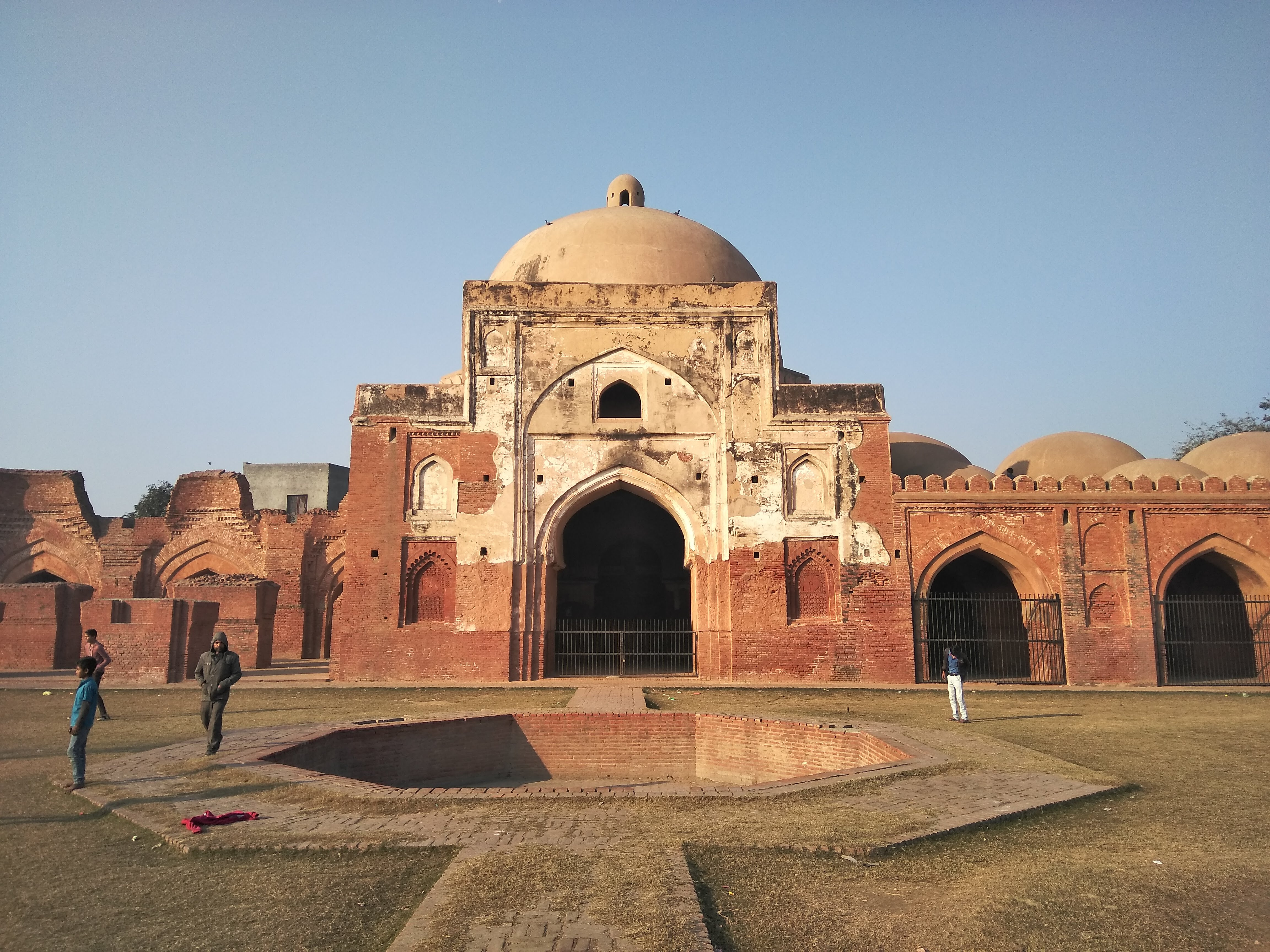
Die 1527 erbaute Kabuli-Bagh-Moschee in Panipat ist nach Baburs Frau benannt

Einen Distrikt Panipat hatte es schon zwischen 1819 und 1854 zur Zeit der britischen Kolonialherrschaft gegeben. 1854 wurde die Distrikthauptstadt von Panipat nach Karnal verlegt und der Distrikt entsprechend umbenannt. Im unabhängigen Indien wurde der Distrikt Panipat am 1. November 1989 aus Teilen des Distrikts Karnal gebildet. Am 24. Juli 1991 wurde er wieder mit dem Distrikt Karnal zusammengelegt, aber am 1. Januar 1992 wieder mit etwas anderen Grenzen neu gebildet.
Der Distrikt bzw. die namensgebende Distrikthauptstadt sind vor allem bekannt für die drei bedeutenden Schlachten, die hier stattfanden. Das Gebiet des Distrikts bildete für Eroberer aus dem Nordwesten (Persien, Afghanistan, Zentralasien) ein Einfallstor zum einen für das südlich gelegene Delhi und zum anderen für die weiter östlich gelegene ausgedehnte fruchtbare Yamuna-Ganges-Ebene. In der ersten Schlacht von Panipat am 21. April 1526 standen sich die Heere von Ibrahim Lodhi, des Sultans von Delhi, und des timuridische Feldherrn Zahiruddin Babur gegenüber. Babur blieb siegreich, eroberte das Sultanat von Delhi und legte damit den Grundstein für das Mogulreich. In der zweiten Schlacht von Panipat am 5. November 1556 war die Armee des Großmogul Akbar unter der Führung des Generals Bairam Khan (Akbar war zu dieser Zeit erst 13 Jahre alt) gegen die von Hemu geführte Armee des Suriden-Herrschers Adil Shah Suri siegreich. Damit war das Ende des Suridenreichs eingeleitet. In der dritten Schlacht von Panipat am 14. Januar 1761 besiegte das Heer des afghanischen Eroberers Ahmad Schah Durrani das Heer des Marathenreichs unter Sadashivrao Bhau. Die daraus resultierende temporäre Schwäche des Marathenreichs begünstigte die von Bengalen nach Nordindien expandierende Britische Ostindien-Kompanie.

## Bevölkerung
| Jahr | Einwohner |
| ---- | --------- |
| 2001 | 0.967.449 |
| 2011 | 1.205.437 |

Die Einwohnerzahl lag bei der Volkszählung 2011 bei 1.205.437. Die Bevölkerungswachstumsrate im Zeitraum von 2001 bis 2011 betrug 24,60 %. Panipat wies ein Geschlechterverhältnis von 877 Frauen pro 1000 Männer und damit den in Indien häufigen Männerüberschuss auf. Der Distrikt hatte 2011 eine Alphabetisierungsrate von 75,94 %, was einer Steigerung um knapp 6 Prozentpunkte gegenüber dem Jahr 2001 entsprach. Die Alphabetisierung lag damit gering über dem nationalen Durchschnitt (74,0 %) und entsprach ziemlich genau dem Durchschnitt Haryanas (75,6 %). Knapp 89,9 % der Bevölkerung waren Hindus, 7,2 % Muslime, 2,1 % Sikhs, 0,4 % Jainas, 0,2 % Christen, und 0,2 % gaben keine Religionszugehörigkeit an oder gehörten anderen Religionen an.
Etwa 46,1 % der Bevölkerung leben 2011 in städtischen Siedlungen. Größte Stadt war Panipat mit 294.292 Einwohnern.